# Torre Megapolis 1
El Megapolis Hotel Panamá (antiguo Hard Rock Hotel) es el primero de dos rascacielos que forma parte de un complejo de edificaciones en el sector de avenida Balboa en la ciudad de Panamá. El primer rascacielos que ya está completado, consta de 63 plantas y 230 metros de altura.

## Detalles
- Comenzó construcción en junio del 2008.
- En el 2010 alcanzó su máxima altura y fue inaugurado en 2011.
- Es uno de los rascacielos más altos de la Avenida Balboa.
- El hotel dispone de 1465 habitaciones, 45 condominios, 8 outlets de alimentación y 2 discotecas.